# John Browne (3e baron Kilmaine)
Pour les articles homonymes, voir John Browne (homonymie) et Browne.
John Cavendish Browne, 3e baron Kilmaine (11 juin 1794 - 13 janvier 1873) est un homme politique et propriétaire foncier anglo-irlandais. Il est un pair représentant irlandais (1849–1873).
Kilmaine est le fils aîné de James Browne, 2e baron Kilmaine et Anne Cavendish, fille d'Henry Cavendish (2e baronnet).
Il meurt à Dublin en 1873. Kilmaine se marie deux fois et est remplacé par son fils aîné survivant, Francis William.

## Mariage et descendance
Lord Kilmaine se marie deux fois et a 17 enfants, tous sauf trois ayant survécu jusqu'à l'âge adulte.
Il épouse, en 1822, Elizabeth Lyon, fille de David Lyon. Ils ont trois fils, tous officiers de l'armée britannique qui sont morts célibataires et quatre filles,,:
- James Lyon Browne (19 novembre 1822-5 septembre 1860)
- Isabella Anne Browne (1825-16 mars 1916), épouse Miles Stapleton, 8e baron Beaumont
- John Howe Montague Browne (14 mars 1828-5 juin 1860) du 80e régiment d'infanterie
- Agnes Georgiana Browne (1827-27 juin 1898), épouse George Abercromby, 6e baronnet
- Cavendish Browne (15 janvier 1830 -† 22 mars 1855) du 7e Royal Welch Fusiliers, tué au siège de Sébastopol
- Louisa Katherine Browne (26 octobre 1831-14 janvier 1877), épouse le major Robert Higginson Borrowes, petit-fils de Kildare Borrowes, 5e baronnet
- Emily Anne Browne (14 mars 1833-29 septembre 1923), épouse Charles Brownlow (2e baron Lurgan)
- Eliza Browne (15 novembre 1834-1er septembre 1835), décédée dans l'enfance

Elizabeth est décédée le 1er décembre 1834. Il se remarie, en 1839, avec Mary Law, fille de Charles Ewan Law. Ils ont cinq autres filles et quatre autres fils,,:
- Mary Eleanor Frances Browne (22 mars 1841 - 28 octobre 1869), épouse le major George Bagot et Thomas Astell St Quintin
- Julia Sophia Browne (21 mai 1842 - 15 février 1909), décédée célibataire
- Francis Browne (4e baron Kilmaine) (1843-1907), devient le 4e baron Kilmaine
- Edward Miles David Browne (22 octobre 1844 - 27 juillet 1878) de la Royal Navy
- Gertrude Eleanor Wilhelmina Browne (1er avril 1846 - 1er février 1876)
- Evelyne Browne (5 janvier 1848 - 22 avril 1878), épouse le major-général Owen Tudor Burne
- Charles Matthias Browne (24 février - 10 avril 1849), mort dans l'enfance
- Arthur Henry Browne (29 avril 1850 - 3 mai 1908), épouse Clotilde Georgina Don-Wauchope, fille de John Don-Wauchope, 8e baronnet.
- Clementina Browne (10 mai 1852 - 6 décembre 1864), décédée dans l'enfance